# Hugo Dyson
Henry Victor Dyson Dyson (7 de abril de 1896–6 de junio de 1975), conocido como Hugo Dyson (aunque firmaba sus libros como H. V. D. Dyson), era un académico inglés miembro de la tertulia de los Inklings. Era cristiano practicante, y junto con J. R. R. Tolkien convenció a C.S. Lewis para que se convirtiera a la fe cristiana.
Dyson enseñó inglés en la Universidad de Reading de 1924 a 1945, año en que consiguió un puesto de fellow en el Merton College de Oxford. Se jubiló en 1963.
Dyson era conocido por la gran calidad y abundancia de sus conferencias, así como su brillante conversación, más que por sus obras publicadas. En las reuniones de los Inklings prefería la charla a las lecturas y, según cuentan A. N. Wilson y H. Ordway en sus respectivas biografías de Lewis y de Tolkien, llegó a interrumpir bruscamente una lectura de un borrador de El Señor de los Anillos por el mismo Tolkien con las palabras "Oh no! Not another fucking elf!" ("Oh no, no otro maldito elfo"). A partir de entonces Tolkien comenzó a limitar sus lecturas a las ausencias de Dyson.